# Liquide de Fermi
Pour les articles homonymes, voir Fermi.
Un liquide de Fermi est un état quantique de la matière, observé à basse température pour la plupart des solides cristallins bi- et tridimensionnels et dans l'hélium 3 liquide.
Il se caractérise macroscopiquement par des propriétés thermodynamiques, magnétiques, et de transport (ex : conductivité électrique) universelles et correspondant à celles d'un gaz de quasi-particules ayant le même spin-1/2, la même charge, et le même volume sous la surface de Fermi que les électrons (ou les atomes d'hélium 3), mais une masse renormalisée portant le nom de « masse effective », ainsi que des interactions résiduelles.  Dans les solides, la masse effective traduit le fait que les interactions entre électrons ou avec les atomes du cristal (structure de bandes et interaction électron-phonon) modifient la mobilité des électrons de conduction. La renormalisation de la masse  peut être importante en particulier dans les composés «fermions lourds» contenant des lanthanides ou des transuraniens. 
Les propriétés de liquide de Fermi sont observées à basse température pour pratiquement tous les alliages, à condition que ces derniers ne présentent pas d'ordre magnétique (ferromagnétique, anti-ferromagnétique ou verre de spin) ou de supraconductivité.
Quelques matériaux très spécifiques ne suivent pas ce comportement universel bien qu'ils ne présentent aucun ordre magnétique. On parle dans ce cas d'un état de « non liquide de Fermi ». Le liquide de Luttinger, obtenu dans les systèmes unidimensionnel est un exemple de non-liquide de Fermi.

## Historique
La théorie du liquide de Fermi a été introduite par Lev Landau en 1956, sur une base phénoménologique. Puis, en 1959, Landau a introduit une formulation microscopique utilisant les diagrammes de Feynman. Dans les années 1990, une approche basée sur le groupe de renormalisation a été introduite reproduisant les résultats de la méthode diagrammatique.